# AN/APG-77
AN/APG-77 — багатофункціональний радар низької ймовірності перехоплення, встановлений на винищувачі F-22 Raptor. Радар був розроблений та вироблявся компаніями Westinghouse і Texas Instruments. Згодом виробництво продовжилося Northrop Grumman і Raytheon після їх придбання.
Це твердотільний радар з активною фазованою антенною решітко(АФАР). Складається з 1956 трансиверів, кожен розміром із жувальну гумку. Він може здійснювати майже миттєве керування променем (порядку десятків наносекунд). 
APG-77 був високо оцінений пілотами, які переходили з F-15 після появи F-22 у 2005 році, забезпечивши значне підвищення рівня ситуаційної обізнаності. APG-77 має неймовірно швидкий час сканування в полі зору 120 градусів і може виявляти літаки на відстані понад 515 км. Сама система AN/APG-77 демонструє дуже низький ЕПР, що підтримує технологію "стелс" у F-22.  Модернізований APG-77(V)1 може мати ще більшу дальність. Значна частина технологій, розроблених для APG-77, використовувалася в радарі AN/APG-81 для F-35 Lightning II, і, у свою чергу, технологія APG-81 була застосована до модернізованого APG-77(V)1.
APG-77(V)1 встановлювався на F-22 з 5 партії і далі.  Це забезпечило покращену ефективність режиму «повітря-повітря», повну функціональність «повітря-земля» (картографування радара високої роздільної здатності з синтезованою апертурою, індикація та відстеження рухомих цілей на землі (GMTI/GMTT), автоматичне визначення та розпізнавання, бойова ідентифікація та багато інших вдосконалених функції).   